# A Retrospective (Saetia)
A Retrospective è una raccolta di brani del gruppo musicale screamo statunitense Saetia, pubblicata nel 2001.

## Tracce
1. Notres Langues Nous Trompent – 2:37
2. The Sweetness and the Light – 2:47
3. An Open Letter – 2:28
4. Woodwell – 2:20
5. Corporeal – 4:19
6. Ariadne's Thread – 2:41
7. From the Firmament – 2:19
8. Postlapsaria – 4:48
9. Endymion – 4:19
10. Roquentin – 2:53
11. The Poet You Never Were – 3:43
12. Some Natures Catch No Plagues – 4:16
13. The Burden of Reflecting – 2:39
14. Closed Hands – 3:51
15. Venus and Bacchus – 3:15
16. One Dying Wish – 4:42
17. Becoming the Truth – 2:39
18. The Poet You Never Were (live) – 3:48
19. Ariadne's Thread (live) – 2:29
20. Notres Langues Nous Trompent (live) – 2:42
21. The Sweetness and the Light (live) – 2:48
22. Endymion (live) – 4:09